# Карасиха (Варнавинский район)
Карасиха — деревня в составе Богородского сельсовета Варнавинского района Нижегородской области.

## География
Располагается на правом берегу реки Ветлуги.

## Население
| 1999 | 2002 | 2010 |
| ---- | ---- | ---- |
| 173  | ↗174 | ↘143 |